# 응우옌호앙득
응우옌호앙득(베트남어: Nguyễn Hoàng Đức, 1998년 1월 11일 ~ )는 베트남의 축구 선수로 현재 V리그 1의 비엣텔 FC에서 미드필더로 활약하고 있다.

## 수상

### 클럽
비엣텔 FC
- V리그 1 : 우승 (2020), 3위 (2023), 4위 (2022)
- V리그 2 : 우승 (2018), 4위 (2017)
- 베트남 내셔널 풋볼컵 : 준우승 (2020, 2023)
- 베트남 슈퍼컵 : 준우승 (2020)

### 국가대표팀
베트남 U-23
- 동남아시아 경기 대회 : 금메달 (2019, 2021)

 베트남
- 동남아시아 축구 선수권 대회 : 준우승 (2022), 4강 (2020)

### 개인
- 베트남 골든볼 : 2021
- 동남아시아 축구 선수권 베스트 11 : 2022
- V리그 1 올해의 선수 : 2023